# Alertador
Un alertador, también llamado denunciante, informante, filtrador o delator, define a un ciudadano que, trabajando en sectores públicos o privados, decide dar a conocer un hecho presuntamente criminal como un delito, un peligro o un fraude a la sociedad civil, a los medios de comunicación o a los organismos públicos. La revelación de información puede ocurrir mediante la información simple de los hechos hasta la filtración de documentos y pruebas que corroboran el hecho. En ocasiones se usa el término inglés whistleblower (persona que hace sonar un silbato o pito), cuyo uso se circunscribe al ámbito laboral u organizacional, mientras que los términos equivalentes en castellano pueden aplicarse también a actuaciones en otros ámbitos.
La revelación de esta conducta puede ser de varios tipos: la violación de una ley, regla o regulación que puede ser una amenaza al interés público, como un fraude contra leyes de salud o seguridad o sobre corrupción política. Los whistleblowers, pueden hacer sus alegaciones internamente, con otras personas en la organización o externamente a reguladores, agencias, medios de comunicación, o grupos que tengan relación con el tema.
Frecuentemente se ven obligados a afrontar represalias de las manos de la organización o grupo acusado, o de organizaciones y gobiernos indirectamente relacionados. En razón de ello, algunos gobiernos han aprobado regulaciones legales para darles protección.

## Origen del término
El origen del término inglés, whistleblower, viene de la práctica de los oficiales de policía británicos que hacían sonar sus silbatos (whistle) soplando (blow) en ellos, cuando se daban cuenta de la comisión de un delito. El silbato servía para alertar al público y a otros policías del peligro.

## Legalidad y protección de los delatores
La protección legal para la práctica de la delación varía de un país a otro y puede depender del país donde ocurrió la actividad denunciada, de dónde y cómo fueron revelados los secretos, y cómo llegaron a publicarse o publicitarse. Más de una docena de países han adoptado leyes completas de protección a la delación que crean mecanismos para informar de infracciones y proporcionar protección legal para los delatores. Otros más de 50 países han adoptado protecciones más limitadas en el marco de sus leyes anticorrupción, de libertad de información, o de empleo.
En diciembre de 2010, el Senado de los Estados Unidos aprobó un proyecto de ley que protege a los empleados gubernamentales que informen casos de abuso, fraude y malgasto.
En el caso de España, La Ley 2/2023, de 20 de febrero de 2023, tiene como objetivo proteger a los ciudadanos que informan sobre infracciones normativas y corrupción en el ámbito laboral, incorporando al Derecho español la Directiva (UE) 2019/1937. Esta ley obliga a empresas del sector privado con 50 o más empleados a implementar un sistema interno de información antes del 1 de diciembre de 2023. Las empresas deben proporcionar información clara y accesible sobre el uso del canal interno de información, garantizar la confidencialidad y mantener un registro no público de las informaciones recibidas e investigaciones internas. Además, se garantiza la presunción de inocencia y protección de la identidad para las personas afectadas. El régimen sancionador establece multas de hasta 300.000 euros para personas físicas y hasta un millón de euros para personas jurídicas en casos de corrupción denunciada.
En noviembre de 2018, el Parlamento Europeo aprobó una directiva de protección al delator ("Whistleblower Protection Directive") que contiene amplias protecciones para la libertad de expresión de delatores en los sectores público y privado, incluyendo periodistas, en todos los Estados miembros de la Unión Europea. La Directiva prohíbe represalias directas o indirectas contra empleados, actuales y pasados, en ambos sectores.

## Algunos famosos reveladores de secretos
- Daniel Ellsberg, difundió en 1971 los "Papeles del Pentágono" al New York Times; en ellos se hablaba de la marcha real de la Guerra de Vietnam. Fue acusado de espionaje y conspiración. Los cargos fueron retirados durante el Watergate.
- W. Mark Felt alias Garganta Profunda, fue el informador secreto de Carl Bernstein y Bob Woodward, periodistas que divulgaron en 1972 el escándalo de Watergate.
- Jeffrey Wigand, reveló las políticas criminales de la industria tabaquera. Su vida sería llevada al cine en la película The Insider.
- Erin Brockovich, ayudante jurídica, llevó al gran público la peligrosidad del cromo hexavalente, comúnmente usado por la industria. Obtuvo 333 millones de dólares para los demadantes de su proceso. Este evento fue el argumento de la película homónima, protagonizada por Julia Roberts.
- Mark Klein, antiguo técnico de AT&T que filtró en 2006 la información de que la compañía para la que trabajaba colaboraba con la NSA instalando hardware para monitorizar, capturar y procesar las telecomunicaciones en América
- Chelsea Manning (anteriormente Bradley Manning), soldado estadounidense que filtró a Wikileaks en 2010 documentos del ejército de los Estados Unidos. Entre los documentos filtrados había más de 250 000 cables diplomáticos y un vídeo conocido como Collateral Murder en el que se veía cómo un helicóptero estadounidense mataba a un grupo de civiles en Irak del que formaban parte dos periodistas de la agencia Reuters.
- Julian Assange, fundó en 2006 Wikileaks con el propósito de publicar documentos clasificados; es la mayor fuente actual de este tipo de documentos. Ha sido multado por delitos informáticos y acusado de violación de menores y acoso sexual. Actualmente esta acusación está cerrada.
- Edward Snowden, consultor tecnológico estadounidense antiguo empleado de la CIA y la NSA que filtró en 2013 documentos clasificados como alto secreto sobre varios programas de la NSA, incluyendo el programa de vigilancia masiva PRISM
- Hervé Falciani, ingeniero de sistemas italo-francés que sustrajo de la filial suiza del banco HSBC información de las cuentas de más de 130 000 evasores fiscales que podrían tener dinero en bancos suizos.
- Mordechai Vanunu, es un extécnico nuclear israelí que en 1986 reveló al diario británico The Sunday Times que Israel poseía un programa de armas nucleares.
- El premio Sam Adams se otorga anualmente a personas que han defendido la integridad y la ética en los servicios de inteligencia. Estas personas son a menudo alertadores.
- Ana Garrido Ramos fue la filtradora original y testigo clave del caso Gürtel en España.

## Alertador nuclear
Si el alertador da a conocer un hecho relacionado con la energía nuclear, se trata de un alertador nuclear (nuclear whistleblowers, en inglés). Ha habido varios alertadores nucleares, a menudo ingenieros nucleares, que han identificado o dado a conocer problemas de seguridad nuclear.